# Boston (district)
Boston (Nederlands, verouderd: Bolstoen) is een Engels district in het shire-graafschap (non-metropolitan county OF county) Lincolnshire en telt 69.000 inwoners. De oppervlakte bedraagt 365 km². Hoofdplaats is Boston.
Van de bevolking is 19,5% ouder dan 65 jaar. De werkloosheid bedraagt 2,8% van de beroepsbevolking (cijfers volkstelling 2001).

## Civil parishesin district Boston
Algarkirk, Amber Hill, Benington, Bicker, Butterwick, Fishtoft, Fosdyke, Frampton, Freiston, Holland Fen with Brothertoft, Kirton, Leverton, Old Leake, Sutterton, Swineshead, Wigtoft, Wrangle, Wyberton.